# 齋藤岬
齋藤岬（1973年2月27日—），日本漫畫家、插畫家。北海道札幌市出身。東京都板橋區成長。

## 作品
《退魔針》系列、原作：菊地秀行
- 原名
- 退魔針 - 魔針胎動篇、全6冊、原名

《死神探偵》系列
- 全1冊、原名
- 全3冊、原名

- 超麻煩學生會長、原名（長鴻1冊腰斬？日文版全4冊）
- 日出之狼：新選組綺談、全5冊、原名（長鴻代理）
- 龍之毒、全5冊、原名《DRUG-ON》（原動力文化代理）
- 外神退散、6冊、原名（長鴻代理）

## 外部連結
- （日語）（作者公式網站）